# Ciel Grommen
Ciel Grommen (née en 1989 à Saint-Trond) est une architecte et artiste plasticienne belge. Elle a une pratique artistique transdisciplinaire et utilise différents moyens d'expression. Elle se singularise par une étude minutieuse des lieux et environnements et par un dialogue avec les  personnes concernées par ses projets.

## Biographie
Ciel Grommen étudie l'architecture à la Katholieke Universiteit Leuven jusqu'en 2012 puis obtient un Master en art contemporain à la Haute école d'art et de design/HEAD à Genève en 2015.
Ciel Grommen a une pratique artistique transdisciplinaire, son travail est à l'intersection de l'art visuel et de l'architecture et ne se limite pas à une forme particulière. Elle travaille avec différentes techniques sous différentes formes : images, mobilier ou installations.
Les projets de Ciel Grommen sont enracinés dans la société et l'humanité. Elle intègre les questions sociales, politiques et environnementales à son travail. Une de ses approches est d'habiter un lieu. Elle observe les habitudes, noue des relations avec les résidents et partage leur quotidien.Elle invite ensuite le public à imaginer une perception différente de l'espace à travers des cartes, des images, des instructions et des installations. Ce qui supprime la distance critique du chercheur au bénéfice de l'engagement personnel.
En 2012-2013, elle participe à la réalisation de Lightmap de Ief Spincemaille.
En 2015, elle assure, avec Dieter Leyssen, la direction artistique du film Masquerade de Katleen Vermeir et Ronny Heiremans, sur les dynamiques entre l'art, l'architecture et l'economie.
La même année, elle est curatrice du projet Before the free World de Vermeir & Heiremans pour lequel elle utilise un conteneur des ports francs de Genève, un lieu exempté de taxes où toutes sortes de transaction louches peuvent se passer. Les œuvres artistiques produites dans ce cadre sont liées à la recherche sur le marché mondial.
En 2017, elle obtient la bourse Vocation remise par le Fonds Baillet Latour.
En 2018, Ciel Grommen travaille comme curatrice assistante sur le projet d'exposition « Perpetual Uncertainty » par Z33 et Arts Catalyst. Elle met en relation des artistes et des ingénieurs qui étudient le stockage des déchets nucléaires pour un échange fructueux,.

## Quelques réalisations

### Les états d'exception
En 2012, Ciel Grommen passe deux mois avec une famille dans un camp de réfugiés palestiniens en Jordanie dans le but de proposer une conception urbaine. En parlant avec les personnes qui vivent là, elle mesure la complexité de la situation et réalise que le caractère temporaire de l'habitat est essentiel pour les résidents, même s'ils vivent là depuis des décennies et que, par conséquent, son projet à long terme est tout à fait inadapté. Le résultat final tient compte de cette analyse et devient une réponse artistique aux questions d'identité et de temporalité.
Elle fera ensuite, de 2014 à 2016, toute une série de résidences dans ce qu'elle appelle les «états d'exception» : des lieux qui sont en dehors de l'État-nation comme ce camp de réfugiés, la zone frontalière entre la Corée du Nord et la Corée du Sud, et les ports francs de Genève,,.

### Seasonal Neighbours (2018)
En 2017, Ciel Grommen est invitée pour une résidence de trois mois dans le cadre du projet d'échange annuel entre AIR Antwerpen et RAVI, Liège.
Dans le cadre de cette résidence, elle contacte les travailleurs saisonniers polonais et bulgares qui travaillent à la cueillette des fruits dans son village de Looz. Pendant l'été, elle participe à leur travail et, en octobre, elle raccompagne des femmes bulgares chez elles en camionnette. Cette expérience donne lieu à un travail artistique sur la notion de se sentir chez soi et de créer son chez-soi dans un contexte temporaire et fragile. En 2018, Dieter Leyssen et Maximiliaan Royakkers rejoignent le projet avec une recherche universitaire sur la migration saisonnière en Europe et la réalisation de l'installation House for Seasonal Neighbours (une maison pour les voisins saisonniers). Ce pavillon temporaire, composé de panneaux d'aluminium préfabriqués et d'une structure en acier, placé en bordure de route, entre les maisons, les infrastructures agricoles et les bâtiments commerciaux, est destiné à offrir un abri et un lieu de rencontre aux travailleurs. Il est présenté comme « un monument à la présence sans-abri des travailleurs saisonniers dans la région » et invite à une réflexion sur l'évolution des relations sociales,,.

### Groen met grijs
Ciel Grommen participe avec Andrea Aragone, Federico Gobbato et Alexander Colson à ce projet initié par LATITUDE Platform for Urban Research and Design. Le but est de reconstituer la nappe phréatique en favorisant l'infiltration des eaux de pluie et pour cela, ameublir les sols industriels dans plusieurs bassins fluviaux et sites industriels. L'objectif est d'accompagner à la fois les politiques et les acteurs de terrain en développant des scénarios spatiaux et stratégiques en collaboration avec des entreprises, des instituts de recherche et des gouvernements.

### Avec Maximiliaan Royakkers
Ciel Grommen s'associe avec Maximiliaan Royakkers pour un travail dans la continuité de sa pratique artistique : ils partent de contextes sociaux complexes et de paysages souvent perturbés, mènent des recherches approfondies, pour construire des projets interactifs et participatifs. Ils se voient comme praticiens de l'espace, tissant de nouveaux récits dans des espaces et imaginant de nouvelles façons de vivre ensemble avec de nouveaux rapports à l'environnement.

#### Le Paysage ménagé (2020)
En 2019, Ciel Grommen et Maximiliaan Royakkers travaillent sur le site de C-mine à Winterslag à Genk où s'est installée l'association d'art contemporain CIAP. Leur projet est de marquer la présence physique du CIAP mais aussi de l'inscrire dans un dialogue avec le paysage, les différents acteurs présents, les infrastructures et les fonctions. La première intervention spatiale, lancée en septembre 2020 est un four-plateforme, basé sur leurs recherches autour de principes bioclimatiques alternatifs. En lien avec l'histoire de l'ancienne briqueterie de Winterslag, qui recyclait les restes de leur exploitation pour produire des matériaux de construction, il sera utilisé pour cuire des briques à partir de terre provenant des terrils adjacents Ces briques permettront de construire la structure entourant le four. Cette structure et l'ambiance chaleureuse qui l'entoure offriront du confort aux différents habitants : des humains se rassemblant pour manger ou se réchauffer mais aussi des oiseaux et des insectes cherchant refuge dans les recoins de la structure,.

#### Expedition Swim
En 2019, Ciel Grommen et Maximiliaan Royakkers conçoivent, avec '«Pool is cool asbl» une structure modulable pour un espace de baignade temporaire sur l'étang de la Pede à Anderlecht, avec douches, vestiaires, espaces d'information et d'observation. L'installation sera ensuite déplacée au Bois de la Cambre et aux Pêcheries Royales, toujours à Bruxelles.

## Expositions
- 2014 : Territories of Assembly, Artsonje Art Center, Séoul[16].
- 2015 : 
  - Poetics of relation, happening collectif, Genève[17].
  - Territories of Assembly, Live in your Head, Genève[16].
  - Get Out, exposition de seize artistes diplômé-e-s du Master en Arts visuels de la HEAD – Genève[18].
- 2018 : 
  - Transfer (II), exposition de groupe, mariondecannière, Anvers[19].
  - House for Seasonal Neighbours, Borgloon[20].
- 2021 : 
  - Concerné·e·s, 30 artistes face aux questions humanitaires, exposition collective, Musée international de la Croix-Rouge et du Croissant-Rouge, Genève[21],[8].
  - Paysage Ménagé, C-Mine, Genk[22].

## Distinctions
Ciel Grommen est sélectionnée en 2015 pour le BNP Paribas Fortis New Heads Art Award pour sa recherche sur les ports et magasins libres de Genève.

## Publications
- (en) The Art of adressing. Work, Master paper HEAD, Genève 2014-2015 Lire en ligne
- (en) I started writing letters, 2014 Lire en ligne
- (nl) avec Eva de Fré, Dieter Leyssen, Elien Broeckx Molenbeek 1, Stedenbouwkundig Ontwerp, 2013 Lire en ligne
- (nl) avec Dieter Leyssen, Molenbeek 2, architecturale uitwerking, 2013 Lire en ligne
- (en) avec Lotte Dietvorst, Marthe Theuns, Josefien Vandermeulen, Anouk Vangrosveld, Palestinian Refugee Camp in Jordan, T1, 2012
- (en) avec Lotte Dietvorst, Marthe Theuns, Husn Camp: analysis, T2, 2012 Lire en ligne
- (en) avec Lotte Dietvorst, Marthe Theuns, Husn Camp: Urban design, T3, 2012 Lire en ligne
- (nl) Zomerburen. Samen leven met seizoenarbeiders, Bitbook, 2019, 171 p.  (ISBN 9789082985665)
- (en) When context becomes content, 2015  Lire en ligne
- (en) ouvrage collectif, Politics of Design, Public Space, 2021  (ISBN 9789491789304)